# Sant Romà de Miànigues
Sant Romà de Miànigues és una església amb elements romànics i barrocs de Porqueres (Pla de l'Estany) inclosa a l'Inventari del Patrimoni Arquitectònic de Catalunya.

## Descripció
Església de planta rectangular i coberta de teula a dues vessants. Interiorment s'estructura en una sola nau, amb capelles i annexes laterals i absis pentagonal. A l'interior, l'església és coberta per volta de canó amb llunetes i, a banda i banda de la nau, s'obren capelles laterals amb arcs de mig punt sobre impostes motllurades.
La façana principal presenta una portalada amb brancalls i llinda de pedra emmotllurada i, a sobre, una fornícula amb petxina. Al centre hi ha un rosetó i la façana acaba amb una cornisa curvilínia. La torre campanar és de planta quadrada amb la part superior rematada amb cornisa i merlets. Les parets portants són fetes amb carreus irregulars de pedra de Banyoles. A les cantonades i al voltant de les obertures, els carreus són ben tallats.

## Història
És l'església parroquial del veïnat de Miànigues de Porqueres. Està dedicada a sant Romà.També s'hi venera a sant Llop qui dona motiu a les festes que s'hi celebren el primer cap de setmana de setembre.
La seva actual configuració barroca és deguda a importants reformes efectuades en el segle xviii sobre una antiga església, possiblement construïda durant el segle xii. L'actual portalada és de l'any 1783.
L'església es troba citada en un document del segle x (957), en que el Bisbe de Girona va cedir l'església al monestir de Banyoles. En nomenclàtors diocesans del segle xiv apareix amb el nom de "Sancti Romani de Mianicis".